# Christian Lausch
Christian Lausch (* 2. Dezember 1969 in Hollabrunn) ist ein österreichischer Politiker (FPÖ) sowie Justizwachebeamter. Lausch ist seit 2008 Abgeordneter zum österreichischen Nationalrat. 

## Leben
Lausch besuchte jeweils vier Jahre lang die Volks- und die Hauptschule in Hollabrunn und danach ein Jahr lang die örtliche Handelsschule. Er absolvierte im Anschluss eine dreijährige Lehre als Einzelhandelskaufmann in Theresienfeld. 
Nach der Ableistung seines Präsenzdienstes 1988 wurde Lausch 1989 Justizwachebeamter in der Justizanstalt Josefstadt. Er führt den Dienstgrad „Bezirksinspektor“. 
Lausch ist seit 2020 verheiratet. 

## Politik
Lausch ist seit 1999 Bezirksparteivorstands-Mitglied der FPÖ und war zwischen 2003 und 2006 stellvertretender Bezirksparteiobmann von Hollabrunn. Seit 2008 ist er Bezirksparteiobmann der FPÖ Hollabrunn. Lausch ist zudem seit 2003 Mitglied im niederösterreichischen Landesparteivorstand und seit 2015 Landesparteiobmann-Stellvertreter. Er wurde 2004 zum Vorsitzenden der Wählergruppe AUF Josefstadt gewählt. Seit 2005 ist er zudem Vorsitzender des Dienststellenausschusses in der Justizanstalt Wien-Josefstadt. 
Lausch ist seit 2005 Gemeinderat der Stadtgemeinde Hollabrunn und seit 28. Oktober 2008 Abgeordneter zum Nationalrat.